# لیلیان هاروی
لیلیان هاروی (انگلیسی: Lilian Harvey؛ ۱۹ ژانویهٔ ۱۹۰۶ – ۲۷ ژوئیهٔ ۱۹۶۸) هنرپیشه و خواننده اهل بریتانیا بود. وی بین سال‌های ۱۹۲۴ تا ۱۹۴۰ میلادی فعالیت می‌کرد.